# Pasir Putih (Bungatan)
Pasir Putih is een bestuurslaag in het regentschap Situbondo van de provincie Oost-Java, Indonesië. Pasir Putih telt 3724 inwoners (volkstelling 2010). Tijdens de eerste Nederlands-Indonesische Oorlog (21 juli - 5 augustus 1947, zogenaamde Eerste politionele actie, operatie Product) gingen hier Nederlandse mariniers met tank en andere voertuigen aan land op 21 juli 1947.